# Mehmet Ali Talat
Mehmet Ali Talat (Kyrenia, 6 luglio 1952) è un politico cipriota di etnia turco cipriota e già presidente della Repubblica Turca di Cipro Nord, Stato riconosciuto internazionalmente solo dalla Turchia.

## Biografia
Leader del Partito Turco Repubblicano (Cumhuriyetçi Türk Partisi, CTP) ha intercettato il risentimento della parte della popolazione turco-cipriota che desidera una politica di negoziazione con il governo della Repubblica di Cipro, che dal 1974 comprende solo i greco-ciprioti, in modo da giungere a una riunificazione dell'isola e all'ingresso nell'Unione europea.
È stato nominato primo ministro nel gennaio 2004, incrinando per la prima volta il monopolio del potere del leader storico della minoranza turca e presidente dell'autoproclamata repubblica, Rauf Denktaş, che però conservava il potere di negoziazione. Grazie alla campagna a favore del Piano Annan per la riunificazione di Cipro ha condotto la popolazione della RTCN a votare positivamente al referendum, posizione resa inutile a causa del voto negativo dei greco-ciprioti ma che ha fatto guadagnare per la prima volta consensi internazionali ai turco-ciprioti e all'operato di Talat. Una successiva elezione parlamentare del gennaio 2005 ha rafforzato il suo partito che ha sfiorato la maggioranza assoluta dei seggi.
Il 17 aprile 2005 è stato eletto presidente succedendo a Denktaş, ritiratosi alla fine del suo quarto mandato.